# Lubny
Lubny (ukrainska: Лубни lyssna (fil), ryska: Лубны) är en stad i Poltava oblast i centrala Ukraina. Staden ligger cirka 121 kilometer nordväst om Poltava. Lubny beräknades ha 44 089 invånare i januari 2022.

## Historia
Lubny grundades som en befäst gränsstad år 988 av Vladimir I av Kiev. Staden förstördes av mongolerna år 1239, återuppbyggdes på 1500-talet av ätten Wiśniowiecki och fick rättigheter enligt Magdeburgrätten. Under åren 1637–1638 var den centrum för kosackallmogens uppror. Under Hetmanatet var den regementshuvudstad åren 1648 och 1658–1781. I början av 1700-talet anlades en botanisk trädgård med medicinalväxter där.

## Ekonomi
Lubny är numera en industristad med framför allt maskinindustri och metallindustri.

## Bildgalleri

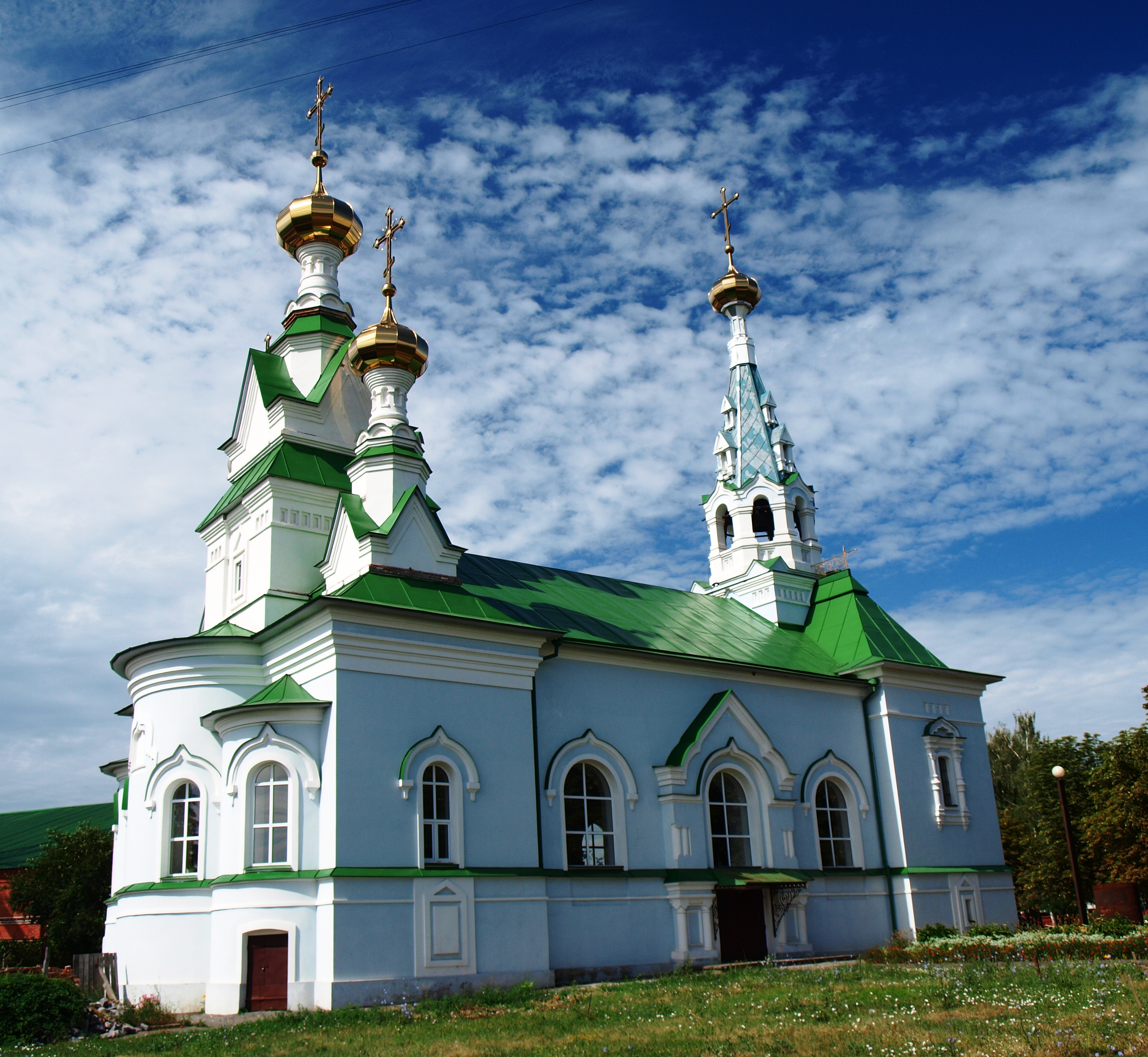
Jungfru Marias födelsekyrka.
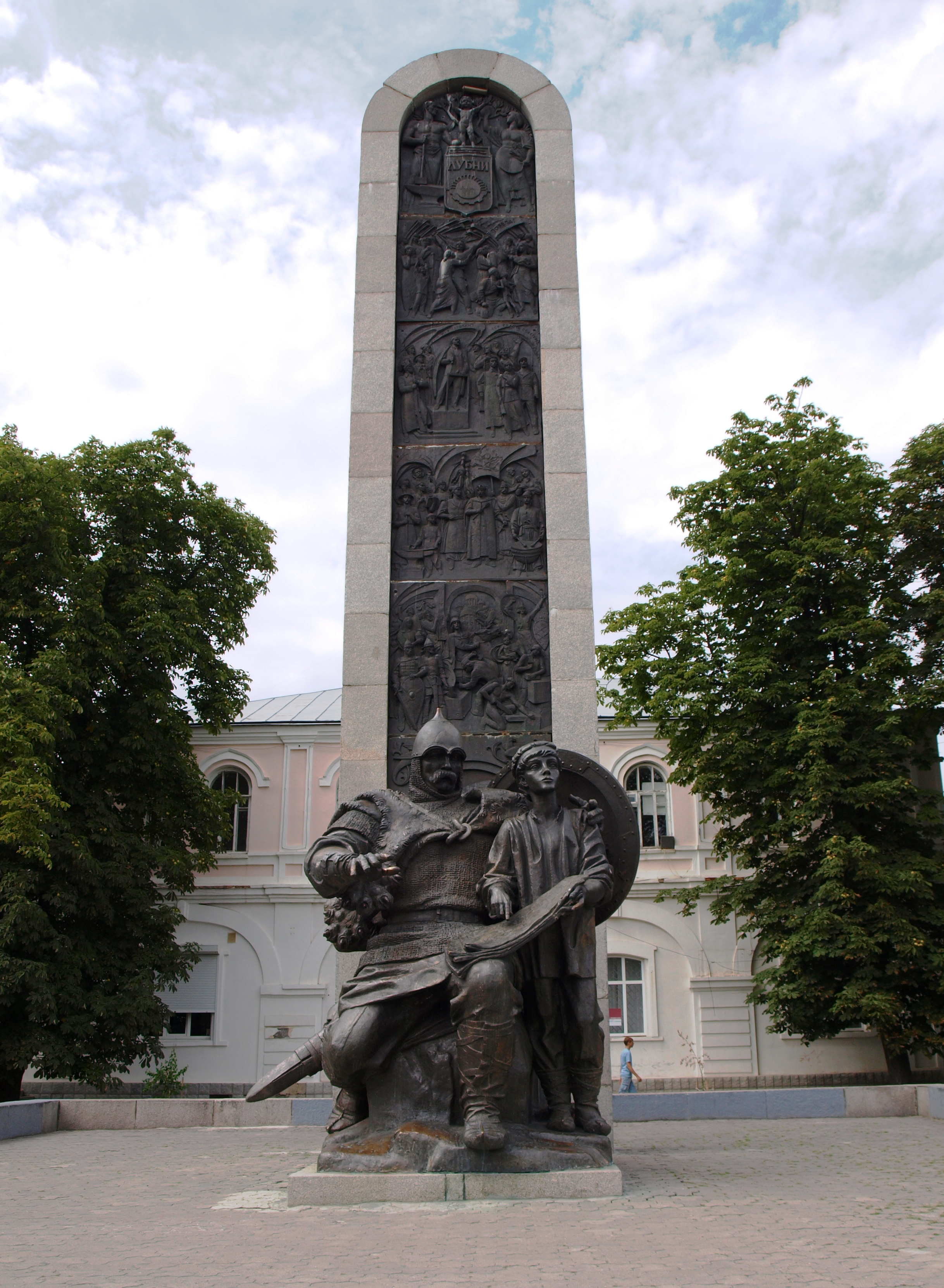
Monumentet över Lubnys 1000-årsminne.
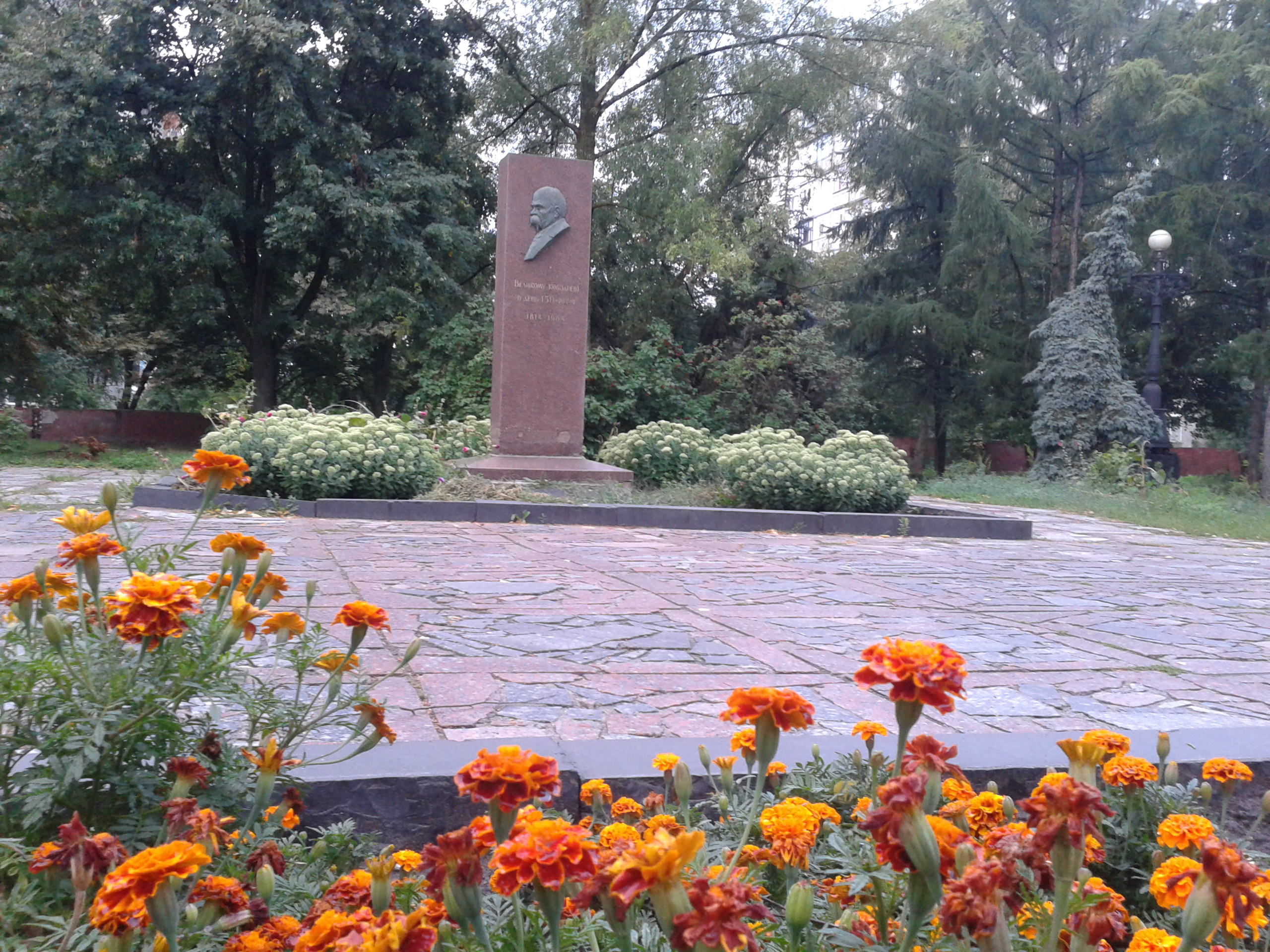
Sjevtjenkomonumentet.
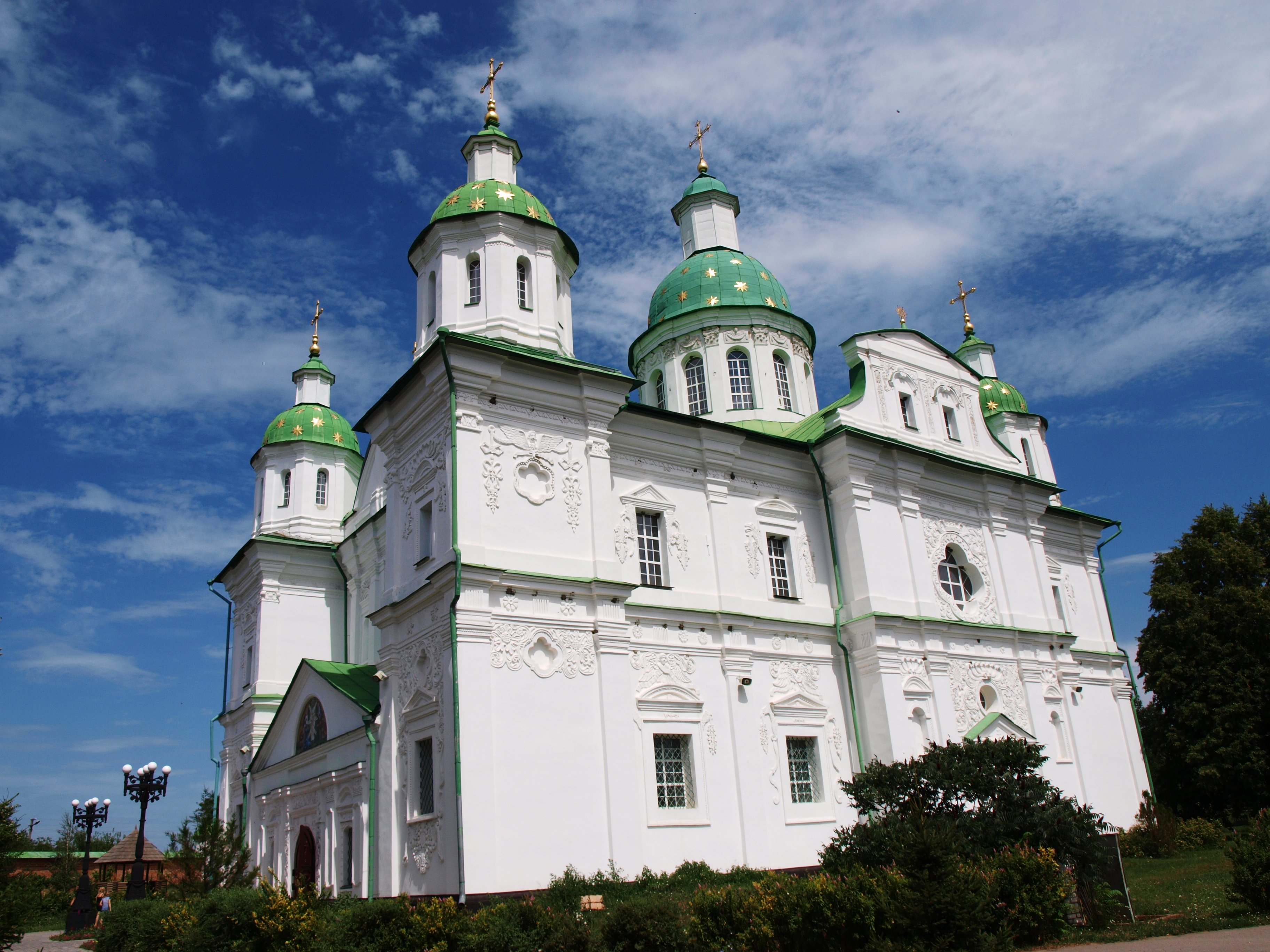
Katedralen vid Mharklostret.